# Georg Mayer
Georg Mayer (ur. 12 października 1973 w Feldbachu) – austriacki polityk i prawnik, poseł do landtagu Styrii, deputowany do Parlamentu Europejskiego VIII, IX i X kadencji.

## Życiorys
Na Uniwersytecie w Grazu ukończył studia z zarządzania w biznesie (1998) oraz prawo (2001). Zaangażował się w działalność polityczną w ramach Wolnościowej Partii Austrii, obejmował różne funkcje w jej strukturach i wcześniej w organizacji młodzieżowej RFJ. Pracował m.in. w biurze minister Ursuli Haubner i w sekretariacie grupy politycznej Tożsamość, Tradycja i Suwerenność jako jej sekretarz generalny. Był też etatowym pracownikiem partii.
Pełnił funkcję radnego swojej rodzinnej miejscowości. W 2010 został wybrany do parlamentu kraju związkowego Styria, objął funkcję przewodniczącego frakcji FPÖ w landtagu. W wyborach w 2014 z listy swojego ugrupowania uzyskał mandat eurodeputowanego VIII kadencji. Z powodzeniem ubiegał się o reelekcję w 2019 i 2024.